# 한성운수 (충북)
한성운수(韓星運輸)는 충청북도 청주시의 시내버스 업체이며 차고지는 충청북도 청주시 흥덕구 직지대로 240번길 76 (비하동 349-3)에 있다.

## 역사
- 1968년 12월 29일: 시외버스 업체로 설립되다.
- 1969년 3월 29일: 일부 시외버스(완행)를 시내버스로 전환하다.
- 1981년 7월 26일: 충북교통(현 충북리무진)의 노선 일부를 가져오다.
- 1981년 12월: 시외버스 업체 충북버스㈜를 인수하다.
- 1982년 8월 26일: 회사를 한성운수(시내·완행)와 한성버스(시외직행)로 분사하다.[1]
- 1985년 9월 17일: 현재의 사옥으로 신축 이전하다.
- 1991년 11월 14일: 건설교통부 장관표창을 수상하다.
- 2002년 10월: CNG 버스를 반입하다.
- 2003년 8월 19일: 환경부장관 표창을 수상하다.
- 2003년 10월 6일: CNG 충전소 설치와 함께 부지조성을 완료하다.
- 2005년: 김영식 대표이사 취임하다.
- 2011년 4월 15일: 청주시내버스 일부 노선이 이 곳을 종점지로 사용하게 되다.
- 2022년 4월 8일: 이상현 현 대표이사 취임하다.[2]

## 운행 차량

#### 우진산전
- 우진산전 아폴로 1100

#### 자일대우버스
- 자일대우 레스타
- 자일대우 NEW BS090
- 자일대우 NEW BS106
- 자일대우 NEW BS110

#### 현대자동차
- 현대 그린시티
- 현대 뉴 슈퍼 에어로시티
- 현대 저상 뉴 슈퍼 에어로시티
- 현대 일렉시티
- 현대 뉴 프리미엄 유니버스 엘레강스

#### CRRC중국중차
- CRRC 그린웨이 1100 EV

#### 하이거 버스
- 하이거 하이퍼스

#### 골든 드래곤
- 골든 드래곤 GD 11